# Marko Vargek
Marko Vargek hrvatski je sportski novinar i televizijski urednik. Na RTL televiziji karijeru je započeo kao mladi reporter, gdje je proveo gotovo 17 godina prije imenovanja na poziciju urednika RTL Sporta 2024. godine.
Tijekom svoje novinarske karijere, Vargek je izvještavao s brojnih značajnih sportskih događanja. Posebno se ističu njegova izvještavanja sa Svjetskih nogometnih prvenstava u Rusiji 2018. i Kataru 2022. godine. Na području rukometnog novinarstva, pratio je međunarodna natjecanja u Poljskoj, Kataru, Francuskoj, Danskoj, Španjolskoj i Austriji. Uz uredničke dužnosti, vodi emisiju „Vrijeme je za rukomet”.
Imao je epizodnu ulogu u televizijskoj seriji San snova, gdje je glumio komentatora na utakmici.
U privatnom životu, zaručnik je kazališne redateljice i glumice Arije Rizvić, s kojom je u vezi od 2021. godine. Prije toga bio je u vezi s televizijskom novinarkom RTL-a Mojmirom Pastorčić.